# Navia cucullata
Navia cucullata är en gräsväxtart som beskrevs av Lyman Bradford Smith. Navia cucullata ingår i släktet Navia och familjen Bromeliaceae. Inga underarter finns listade i Catalogue of Life.